# 模刻
模刻（もこく）とは、書道において、書蹟を石や木に模写して彫りつけ、保存・鑑賞・学書用の書蹟「法帖」を制作すること。「摹刻」（「摹」は「募」の「力」を「手」に換えた字）とも書く。

## 概要
模刻は紙に書かれた書蹟を保存する時に行われるもので、石や木に原本の文字を精巧に模写し、これをたがねやのみによって彫りつける。この際字は鏡文字にはせず、原本そのままの向きで彫る。つまり、紙から石や木への媒体変換を行い、保存と鑑賞に供するのがこの方法である。ただし刻まれた石や木そのものが用いられることはなく、拓本を適宜採って用いる。書道の書蹟で、時折元が碑でもないのに拓本になっているものがあるのはこのためである。
このような保存・鑑賞・学書に適した形に仕立て上げられた、多く模写や複製による書蹟を「法帖」というが、特に模刻によるものを「刻帖」、対して紙に直接筆記・模写したものを「墨帖」と呼ぶこともある。
中国独自の書蹟保存・享受法であり、同じ書道文化を持つ日本などではほとんど見られない。これには中国で、記録保存には金石文を用いるのが最適と考えられていたことがある。石や木を単なる一媒体ではなく、特に保存性に優れたものとして認識していた。

## 歴史

### 背景と前史
中国で発明された紙が、一般に浸透して筆記媒体として用いられるようになったのは魏晋南北朝時代の比較的初期の頃である。
この時期、書聖と呼ばれ、行書と楷書を完成させた東晋の王羲之・王献之やその流儀の書を学びたい書家は多く、その複製である法帖の需要が大きかった。当時、紙上の文字を写し取るには原本を見ながらの模写しか方法がない上、書蹟は「文字の形」が重要なため相応の技巧が必要になり、可能な者は限られた。
そこで、「双鉤塡墨」による「搨模」が行われた。初学者でも方法さえ覚えれば模写が可能であり、さらに技法を極めれば真筆と見まがうような複製が作成できた。
しかしこれも手写であることは変わりなく、より効率的な方法を求めて模刻が行われるようになった。

### 発生と流行
模刻が発生したのは唐代後期のことであり、五代十国の南唐ではこれを用いて『昇元帖』や『澄清堂帖』という集帖を作ったと言われている。この手法が次代の北宋にも受け継がれ、広く行われるようになった。
北宋代は書作よりも昔の書の研究や蒐集・鑑定が広く行われ、書に対して学問的アプローチの行われた時代であった。朝廷でも太祖や太宗自らが書の研究や蒐集を愛好し、淳化3年（992年）には翰林侍書の王著に命じて、王羲之を中心とする古今の書蹟を集めた書蹟集『淳化閣帖』全10巻を編纂させた。この際にも模刻が用いられた。
一度彫れば保存が利く上、いくらでも拓本で複製が作れる模刻は搨模に代わって模写の主流となった。以降、書蹟を模写し法帖化するには模刻が必ず用いられるというほどに普及した。

### 欠点の露呈と終焉
だが、模刻が広まるにつれ、次第に欠点も明らかになった。
模刻は保存性や複製性に優れるが、製作過程で必ず一度は原本からの模写と彫刻を要し、その完成度は作成者の技量に依存する。このため同じ書蹟を模刻しても出来にばらつきが生じ、また複数人の手を経る伝写自体が、途中で誤りを生む要因になる。
また保存性に優れるとはいえ劣化が皆無ではなく、人気のある書蹟は幾度も模刻される。そして模刻の拓本から模刻が行われ、そこからさらに模刻が行われるという模刻の乱発と法帖の乱造が発生し、写本と同様に誤りが累積した。
さらには偽物も横行し、『淳化閣帖』にも既に大量の偽物が紛れ込んでいる。
清代に起こった考証学はこのような欠点を強く指摘し、模刻を繰り返して伝承された法帖よりも、風雪にさらされるながらもある程度元の姿を留めている碑の方が信頼出来ると考えた。
阮元は、北碑と南帖を比較して「北碑南帖論」を著し、北碑を南帖よりも優れたものとして断じ、包世臣など多くの学者がこれに賛同した。この他にも篆書や金文など碑しかなかった時代の書の研究が盛んになったこともあり、清の書道界は碑を学ぶ「碑学」主体となった。
模刻は結果として法帖の価値を損ね、学界の主流から外したものとされ、技術面でも印刷術の発展によって手法自体が時代遅れとなり、自然消滅していった。

## 評価
模刻はさまざまな欠点をはらみ、法帖の信頼性を失わせたが、一方真筆が散逸した書蹟が模刻によって後世に伝わったものもある。
王羲之・王献之の親子、「二王」には真筆が遺されておらず、代表作「蘭亭序」も唐の太宗の陵墓に埋められ、伝存しなかった。後の人間が「二王」の書蹟を知り得るのは、模刻によって書蹟が伝写されて来たためである。他にも模刻によって伝わった書蹟も数多い。